# القمة العربية 2002 (بيروت)
القمة العربية 2002 عقدت يوم 27 مارس/آذار 2002 في بيروت، وكانت إحدى القمم الأكثر أهمية في تاريخ القمم العربية إذ تبنت مبادرة خادم الحرمين الشريفين الملك عبد الله بن عبد العزيز (كان ولياً للعهد السعودي يومذاك) بشأن تطبيع العلاقات الإسرائيلية العربية شريطة الانسحاب إلى حدود الرابع من يونيو/حزيران 1967. كما شهدت القمة انفراجا نسبياً في العلاقات المأزومة بين الكويت والعراق وانفراجا آخر في العلاقات السعودية العراقية.